# سيسيل مورتون يورك
سيسيل مورتون يورك (بالإنجليزية: Cecil Morton York)‏ هو ممثل بريطاني، ولد في 1863 بلندن في المملكة المتحدة، وتوفي في 23 فبراير 1935.

## وصلات خارجية
- سيسيل مورتون يورك على موقع IMDb (الإنجليزية)
- سيسيل مورتون يورك على موقع قاعدة بيانات الفيلم (الإنجليزية)